# Alex McLean
Alexander McLean (ur. 20 października 1985 w Bay Shore) – amerykański koszykarz, występujący na pozycji skrzydłowego.

## Osiągnięcia
College
- Zaliczony do:
  - I składu All-Big South (2008)[1]
  - składu:
    - All-Region Team (2006)
    - All-Conference Team (2006)

Indywidualne
- Uczestnik meczu gwiazd :
  - PLK (2009)[2]
  - Polska – Gwiazdy PLK (2009)[3]